# Фалькенберзький замок
Фалькенбе́рзький за́мок (нім. Burg Falkenberg) — німецький замок над річкою Вальднаб у місті Фалькенберг, що в окрузі Верхній Пфальц (Баварія).

## Історичний огляд

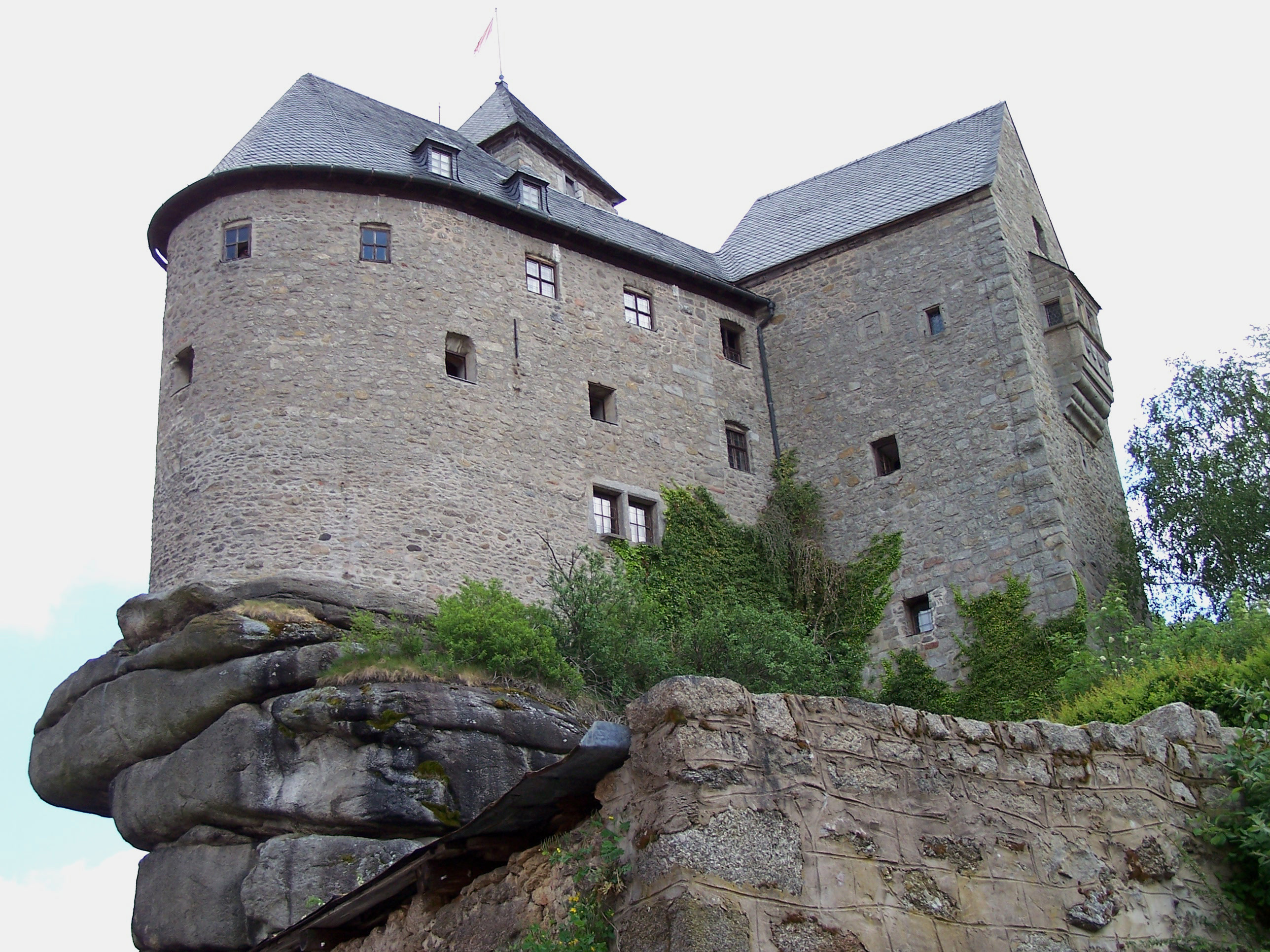
На замковій горі

Залишки укріплених валів на замковій горі датуються ХІ століттям. Про замок уперше згадується у 1154 році.
З часу заснування неодноразово переходив з рук в руки різних володарів. Спочатку він належав Фалькенбергу, потім родині Лойхтенбергерів. У 1309 році замок з околицями перейшов до цистерціанського монастиря Вальдзассен. У 1803 році у ході Німецької медіатизації власність монастиря була секуляризована і передана до Баварського королівства.
У 1936–1939 роках замок був перебудований. Його власник — відомий граф Вернер фон дер Шуленбург, посол Німеччини у Москві у 1934–1941 роках, який хотів провести залишок свого життя у Фалькенберзі, однак у 1944 році через причетність до «заколоту 20 липня» проти Адольфа Гітлера, був заарештований і повішаний.

## Поточне використання
У 2008 році муніципалітет Фалькенберга викупив замок у сім'ї фон дер Шуленбург. Відтак він став культурним центром міста, у якому регулярно проводяться музичні заходи і фестивалі.